# Šepoty a výkřiky (album)
Šepoty a výkřiky je studiové album skupiny DG 307. Album vydalo v roce 2002 vydavatelství Guerilla Records. Album bylo věnováno Mejlovi Hlavsovi.

## Seznam skladeb
| Pořadí         | Název                             | Délka |
| -------------- | --------------------------------- | ----- |
| 1.             | Šepoty a výkřiky                  | 4:39  |
| 2.             | Kdo tulákem po hvězdách?          | 5:42  |
| 3.             | Starý piáno v rohu hraje falešně  | 8:50  |
| 4.             | Už je noc                         | 3:46  |
| 5.             | Krůpěje potu                      | 3:54  |
| 6.             | Zvuky sirén a zvonů               | 7:55  |
| 7.             | Štěkající sny                     | 5:47  |
| 8.             | Kdo s koho?                       | 9:42  |
| 9.             | Ono je to snadný                  | 8:05  |
| 10.            | Je to na obloze, má to barvu krve | 5:37  |
| 11.            | O čem to mluvíš?                  | 6:06  |
| 12.            | Na kus plechu napsal ti báseň     | 2:20  |
| Celková délka: | Celková délka:                    | 71:06 |

## Obsazení
DG 307
- Pavel Zajíček – údery, hlas
- Oto Sukovský – basová kytara
- Pavel Cigánek – kytara, viola
- Tomáš Schilla – violoncello
- Přemek Drozd – bicí
- Josef „Bobeš“ Rössler – harmonium, el. klávesy
- Dalibor Pyš – housle

hosté
- Jiří Alexa – trubka (9)
- Antonín Korb – bicí (4)
- Tobiáš Jirous – bicí (1, 3, 8, 9)